# بی‌وفا (ترانه)
«بی‌وفا» (به انگلیسی: Unfaithful) تک‌آهنگی از هنرمند اهل باربادوس ریانا است که در ۲ مه ۲۰۰۶ منتشر شد.
این تک‌آهنگ در چارت‌های جزو ده ترانه اول قرار گرفت.